# Burza cenných papírů v Bratislavě

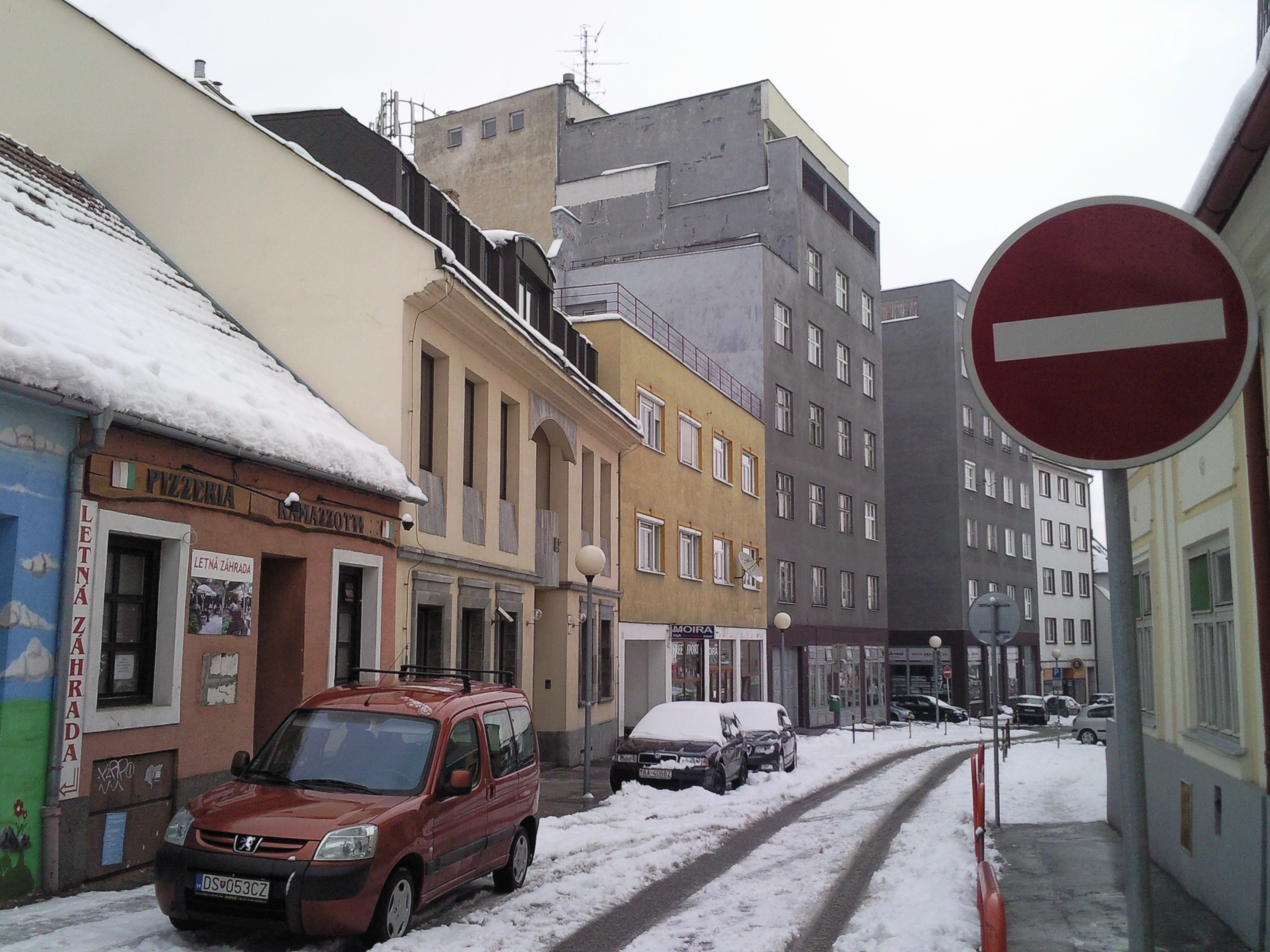
Vysoká ulice v Bratislavě, sídlo burzy

Burza cenných papírů v Bratislavě (zkr. BSSE, BCPB) je burza v Bratislavě, která vznikla 15. března 1991 podle rozhodnutí Ministerstva financí SR v roce 1990. BCPB je jediný organizátor trhu s cennými papíry na Slovensku. Svou činnost vykonává od 26. června 2001 na základě povolení, které udělil úřad pro finanční trh SR. 26. března 2008 rozhodla Národní banka Slovenska rozšířit rozhodnutí o organizaci mnohostranného obchodního systému (MTF).
Obchodování na této burze se začalo 6. dubna 1993. Burza sídlí na Vysoké ulici č. 17 v bratislavském Starém Městě.